# 2BPerfectlyHonest
2BPerfectlyHonest (To be perfectly honest, literalmente «Ser perfectamente honesto») es una película de 2004 escrita y dirigida por Randel Cole y protagonizada por Adam Trese, Andrew McCarthy, John Turturro, Michael Badalucco, Aida Turturro, Robert Vaughn y Hayley Mills.

## Argumento
Dos socios, Frank y Josh, quedan en bancarrota después de que su negocio en línea colapsa antes de ser lanzado. Frank, soltero y sin dinero, se muda de mala gana de vuelta a la casa de sus padres, mientras que Josh, un hippie experto en informática casado y con un hijo, se ve obligado a considerar los inimaginable: un empleo de verdad.

## Reparto
| Actor             | Personaje       |
| ----------------- | --------------- |
| Adam Trese        | Frank           |
| Andrew McCarthy   | Josh            |
| John Turturro     | Sal / Roberto   |
| Michael Badalucco | Eugene          |
| Aida Turturro     | Emily / Gina    |
| Robert Vaughn     | Nick            |
| Hayley Mills      | Terri           |
| Mark Margolis     | Abrams          |
| Kathleen Chalfant | Female Customer |
| Vincent Curatola  | Dr. Platter     |
| Bruce MacVittie   | Peter           |
| Amedeo Turturro   | Danny           |